# Cantaro 32
Cantaro 32 (né le 27 mars 2000) est un cheval hongre de robe grise, inscrit au stud-book du Holsteiner, fils de Corrado I, qui a concouru en saut d'obstacles, notamment avec le sheikh Ali bin Khalid Al Thani. 

## Histoire

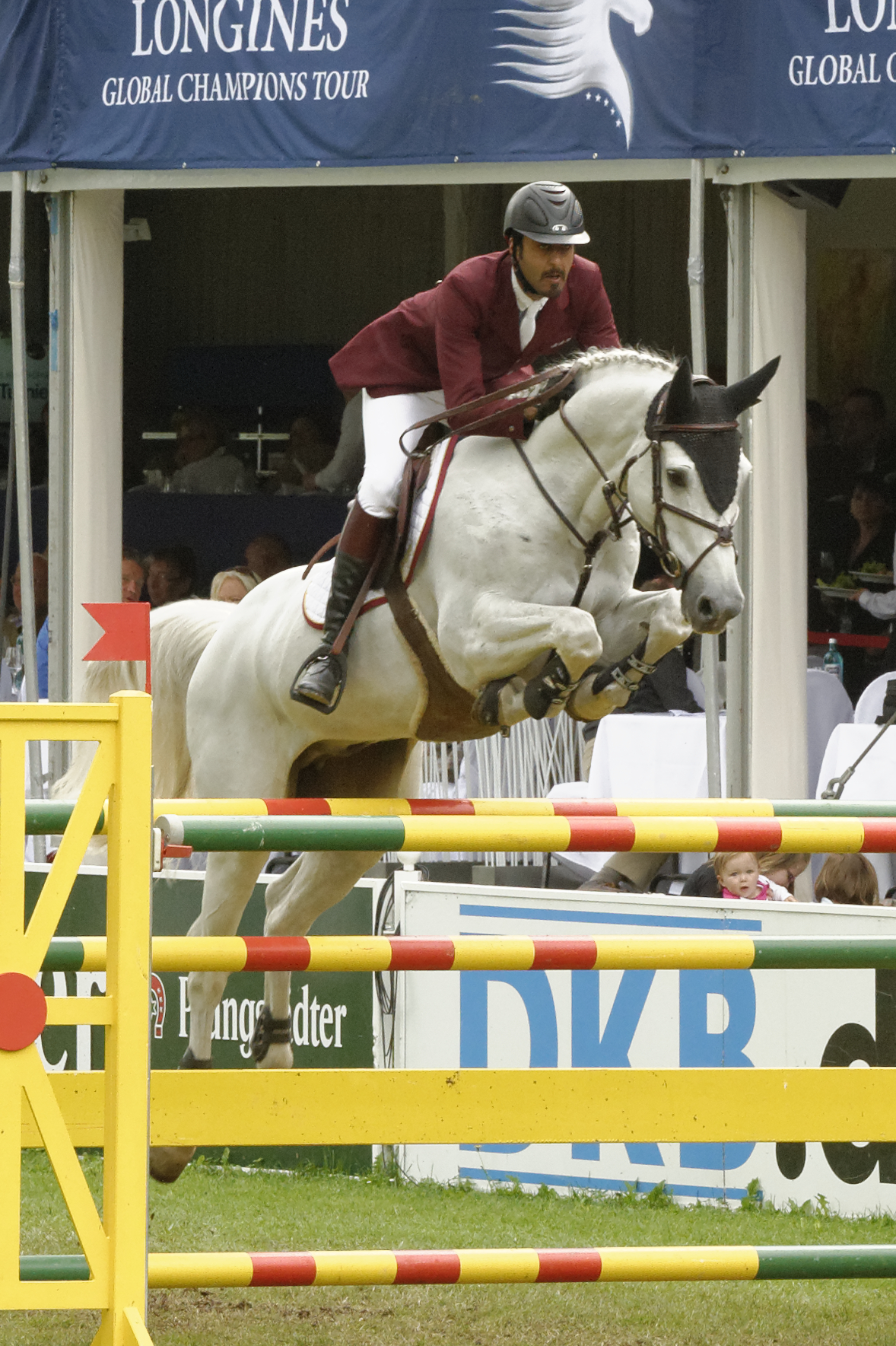
Cantaro 32 monté à l′Internationales Pfingstturnier de Wiesbaden 2013.

Il naît le 27 mars 2000 à l'élevage d'Andrea Viebrock, à Harsefeld en Allemagne. Monté un premier temps par Patrick Nisbett, il est ensuite vendu au Qatar. Il devient l'un des meilleurs chevaux du sheikh Ali bin Khalid Al Thani, qui est nommé comme cavalier à suivre en avril 2012,. il participe à la finale de la coupe du monde de saut d'obstacles 2012-2013 à Göteborg.
En janvier 2019, alors âgé de 18 ans, il participe au Big Tour, dont il remporte le round 6 à Hathab avec le sultan Salmen Al Suwaidi.
Il participe au Grand prix de Doha en avril 2019 devant le public qatari de son cavalier, mais touche un mur en raison d'un contrôle moyen du parcours, ce qui lui permet tout de même de terminer en 5e place.

## Description
Cantaro 32 est un hongre de robe grise, inscrit au stud-book du Holsteiner. 

## Palmarès
- 2011 : 36e en individuel aux Jeux panaméricains de 2011 à Guadalajara[1].
- 2012 : 23e en individuel à la finale de la Coupe du monde de saut d'obstacles 2011-2012 de Bois-le-Duc[1].
- 2017 : médaille d'argent en individuel et par équipes au CSI1* des Jeux asiatiques d'Achgabat[1].
- Août 2018 : médaille de bronze par équipes aux Jeux asiatiques à Jakarta[1].
- Avril 2019 : 5e du Grand prix de Doha[1].

## Origines
Cantaro 32 est un fils du très célèbre étalon Holsteiner Corrado I, avec la jument Liberty IV, par Libero.

## Annexe
- [vidéo] « Cantaro 32 sur un Grand Prix en Espagne », sur YouTube